# Marco Masini
Marco Masini (Florencia, 18 de septiembre de 1964) es un cantautor, músico y pianista italiano.

## Biografía
Es hijo de Giancarlo, vendedor de productos de peluquería, y su madre Anna María, que en su juventud cantó y tocó el piano y fue maestra de primaria, pero abandonó su profesión por su familia. Tiene una hermana llamada Susanna.

## Inicios
En la gira en España, dónde ya había sacado un disco en castellano, mezcla de los primeros dos álbumes, titulado Marco Masini, ya tuvo gran éxito, y fue incluso uno de los más vendidos del año, figurando en todas las listas importantes del país y convirtiéndose en semanas en disco de oro; este gran éxito no fue nada comparado con su nuevo trabajo en España , la versión traducida de T'innamorerai en castellano (Te enamoraras), que fue un gran éxito; este disco también salió en Alemania y Francia, donde también consiguió sin problemas ser disco de oro aun no siendo cantando en el idioma del país, algo al alcance de muy pocos artistas. De este álbum fue antes criticada la canción Vaffanculo, un desahogo de Masini contra sus detractores que lo definieron un corruptor de jóvenes, un perdedor, un pesimista, un cantante que lleva a la depresión... para muchos Masini no fue más que un quejica. Todo esto a causa de los temas sociales a menudo afrontados de manera muy profunda y dirigidos por Marco en sus canciones.
En agosto de 1995 salió el cuarto álbum, Il cielo della Vergine, publicado en Italia, Suiza, Bélgica, Holanda, Alemania y, en versión castellana (El cielo de Virgo), para España, Latinoamérica y México.
También este álbum fue objeto de críticas por las dos canciones Bella stronza (Bella idiota) y Principessa (Princesa), ambas muy directas y explícitas.
En 1996 salió L'amore sia con te (Mi amor allí estará, en la versión al castellano), un recopilatorio de los mayores éxitos de Marco, con la añadidura de la pieza inédita que dio el título a la colección y Meglio solo (Ando solo, en la versión al castellano), una vieja pieza de 1989 grabada en el extenso B del sencillo de Disperato (Desesperado). En verano realizó la gira L'amore sia con te. Este sería el último trabajo musical que Masini realizaría en Español, desde entonces no volvió al mercado hispanoparlante.
En 1997 Enrico Ruggeri llamó a Marco para interpretar con él la canción La gente di cuore (La gente con alma, en la versión al castellano, sin la participación de Marco), contenida en el álbum Domani è un altro giorno (que también vio la luz al castellano).
Después de cuatro años de silencio, el 12 de noviembre de 1998 salió el álbum Scimmie, publicado por el sello Pero, fundada por él mismo y Mario Manzani y Marco Poggioni. Este nuevo álbum señaló una vuelta a la producción de Marco, que se presentó también al público con uná nueva imagen barba y pelo blanco. Pero, sobre todo, señaló la separación de Bigazzi, el viejo maestro de Marco, que marcó el principio de su carrera musical. El disco es mucho más Rock y los textos son, en general, menos sentimentales, pero también más herméticos: con Scimmie, Marco dijo que quería retomar la música de los años 70 que tanto quiso y que empezó a volver de moda.
Pero en 1999 el artista dio otro giro para volver a su antiguo estilo, quizás por los polémicas de los fanes que exigían al viejo Masini del que se habían enamorados, las canciones de amor y los textos de increíble poesía y profundidad. Después de la salida del sencillo Il giorno più banale en la Navidad de aquel año (un canto a nuestros desdichados hermanos de los países pobres), la confirmación definitiva fue su vuelta a San Remo, en el 2000, con la canción Raccontami di te, puesto decimoquinto, penúltima: Marco aceptó muy de bueno grado el resultado (considerando el decimoquinto un sitio de honor, viendo otros ilustres precedentes), a pesar de la protesta de mucho sectores con las más encendidas polémicas sobre el nuevo sistema de votaciones, que llevó a resultados absolutamente inesperados.
Al mismo tiempo que el festival (el 22 de febrero de 2000) salió el álbum Raccontami di te, contenía la canción presentada a Sanremo, Il giorno più banale (retitulada Il giorno di Natale) y otras nuevas canciones que eran una mezcla, en parte, de los nuevos arreglos de Scimmie y los temas poéticos y melodías dulces características de los primeros álbumes. El nuevo disco Raccontami di te no se editó finalmente en castellano, lo que hizo que el público español le olvidara ya que su último disco fue Mi amor allí estará del 1996.
El 27 de marzo de 2000 Marco también empezó una gira, Raccontami di te, de notable éxito, desarrollada en dos partes: en la primavera por los teatros de Italia y en verano por las plazas de las más importantes ciudades italianas.
En 2001 Masini edita Uscita di sicurezza que nos enseña a la simbiosis entre el Masini de Te enamorarás y el de Scimmie, un buen disco con un sonido pop, muy actual y muy bien producido.
Antes de presentar su segundo sencillo de Uscita di Sicurezza, Marco anuncia su retirada harto de las quejas del público que le tacha como negativo y gafe.
Un año después Masini hace una serie de conciertos gratuitos que concluyen con la grabación de su disco: ..Il mio cammino.
En 2004 se presenta en San Remo, con una nueva imagen más seria que sorprendió a todos, se ganó el respeto del público y ganó con su canción L´uomo volante. Un mes más tarde saca el disco MASINI que contiene las canciones de Il mio cammino, más la canción ganadora de San Remo y E ti amo, una canción melódica muy acorde con el nuevo Marco.
En 2005 publica disco titulado Il giardino delle api (El jardín de las abejas), un gran trabajo donde Masini va a más y vuelve a estar en el lugar que le correspondía en el panorama italiano musical.
En el año 2006 crea el álbum Tozzi Masini junto el cantante italiano Umberto Tozzi. 
En 2009 vuelve a Sanremo con la canción "L'Italia" y llega a la final donde se clasifica a la quarta plaza.
Al mismo tiempo saca su nuevo trabajo "L'Italia e altre storie" (Italia y otras historias)
En 2011 publica su más reciente disco llamado: "Niente d'importante"
El 9 de marzo de 2013, Marco Masini resulta vencedor de "i migliori anni" (los mejores años), programa musical inserto en Canzonissima, emitido por la RAI. Este programa le sirve para promocionar su nuevo trabajo musical "La mia storia piano e voce" (mi historia, piano y voz) que contiene dos temas nuevos:"Io ti volevo" (yo te quería) y  "aspettami li" (espérame allí), Este álbum es un recopilatorio de sus mejores y más reconocidos temas musicales, con la particularidad de que está hecho solo con piano y su voz.

## Discografía

### Álbumes de estudio

#### En Italia
- 1990 - Marco Masini (Dischi Ricordi Records)
- 1991 - Malinconoia (Dischi Ricordi Records)
- 1993 - T'innamorerai (Dischi Ricordi Records)
- 1995 - Il cielo della vergine (Dischi Ricordi Records)
- 1998 - Scimmie (Dischi Ricordi Records)
- 2000 - Raccontami di te (MaMaDue Records)
- 2001 - Uscita di sicurezza (BMG Ricordi)
- 2005 - Il giardino delle api (MaMaDue Records)
- 2009 - L'Italia... e altre storie (MaMaDue Records)
- 2011 - niente d'importante (Joe & Joe - Sounds of Life Records)
- 2017 - Spostato di un secondo (Sony Music)

#### Fuera de Italia (España,LatinoaméricayMéxico)
- 1992 - Marco Masini (DRO/Dischi Ricordi/Distribuido por Sony Music)
- 1993 - Te enamorarás (DRO/Dischi Ricordi/Warner Music Group)
- 1995 - El cielo de virgo (DRO/Dischi Ricordi/Warner Music Group)
- 1996 - Mi amor allí estará (Recopilatorio) (Ricordi/BMG Entertainment)

### Álbumes recopilatorios oficiales
- 1996 - L'amore sia con te (BMG Ricordi)
- 2003 -.. il mio cammino (MaMaDue Records)
- 2004 - Masini (MaMaDue Records)
- 2006 - Ci vorrebbe il mare (MaMaDue Records)
- 2008 - Caro Babbo (MaMaDue Records)
- 2013 - la mia storia... piano e voce (Joe & Joe - Sounds of Life Records)
- 2015 - Cronologia (Sony Music)
- 2020 - Masini +1 | 30th Anniversary

### Álbumes recopilatorios no oficiales
- 2001 - Collezione (BMG Ricordi)
- 2002 - Collezione 2 (BMG Ricordi)
- 2004 - Ti racconto di me (BMG Ricordi)
- 2007 - le più belle di... Marco Masini
- 2009 - Il meglio di Marco Masini (RCA Italiana)
- 2011 - Marco Masini - i miei successi
- 2012 - Un'ora con... (Joe & Joe - Sounds of Life Records)

### Álbumes en vivo
- 2004 - Masini live 2004 (MaMaDue Records)
- 2010 - Un palco lungo... 20 anni! (MaMaDue Records)
- 2017 - Marco Masini - In concerto (Sony Music)

### Álbumes cover
- 2006 - Tozzi Masini (MaMaDue Records)

### Sencillos en Italia
- 1988 - Uomini
- 1990 - Disperato
- 1990 - Ci vorrebbe il mare
- 1991 - Perché lo fai
- 1991 - Ti vorrei
- 1993 - Vaffanculo
- 1993 - T'innamorerai
- 1994 - La libertà
- 1995 - Bella stronza
- 1995 - Principessa
- 1995 - Il cielo della vergine
- 1996 - L'amore sia con te
- 1998 - Scimmie
- 1999 - Fino a tutta la vita che c'è
- 1999 - Lungomare
- 1999 - Il giorno di Natale (Il giorno più banale)
- 2000 - Raccontami di te
- 2000 - Protagonista
- 2000 - Ancora vita è
- 2001 - Lasciaminonmilasciare
- 2001 - Il bellissimo mestiere
- 2003 - Generation
- 2003 - Io non ti sposerò
- 2004 - L'uomo volante
- 2004 - E ti amo
- 2005 - Nel mondo dei sogni
- 2005 - Il giardino delle api
- 2005 - Tutto quello che ho di te
- 2005 - Rimani così
- 2006 - Maledetta amica mia
- 2006 - Come si fa... ? (con Umberto Tozzi)
- 2007 - Anima italiana (con Umberto Tozzi)
- 2007 - Arrivederci per lei (con Umberto Tozzi)
- 2009 - L'Italia
- 2009 - Com'è bella la vita
- 2009 - Lontano dai tuoi angeli
- 2011 - Niente d'importante
- 2011 - Non ti amo più
- 2012 - Colpevole
- 2013 - Io ti volevo
- 2015 - Che giorno è
- 2015 - Non è vero che l'amore cambia il mondo
- 2017 - Spostato di un secondo
- 2017 - Tu non esisti
- 2017 - Signor tenente
- 2020 - Il confronto
- 2020 - T'innamorerai (feat. Francesco Renga)
- 2020 - La parte chiara

### Sencillos fuera de Italia
- 1992 - Desesperado
- 1992 - Necesito el mar
- 1992 - Por qué lo harás
- 1992 - Te querré
- 1993 - Ve con él
- 1993 - Te enamorarás
- 1994 - La libertad
- 1995 - Bella idiota
- 1995 - Princesa
- 1995 - El cielo de virgo
- 1996 - Mi amor allí estará

## Duetos
- 1988 - Dal tuo sguardo in poi (Rosita Celentano feat. Marco Masini)
- 1997 - La gente di cuore (Enrico Ruggeri feat. Marco Masini)
- 2009 - Dicono così (Massimo Alessi feat. Marco Masini)
- 2016 - Il rumore che fa (Raige feat. Marco Masini)

## Participaciones en el Festival de la Canción de San Remo
| Año  | Sección   | Canción                                                     | Dueto y/o tributo (canción)       | Lugar     |
| ---- | --------- | ----------------------------------------------------------- | --------------------------------- | --------- |
| 1990 | Noticias  | Disperato (M. Masini - G. Bigazzi - G. Dati)                | —                                 | 1°        |
| 1991 | Campeones | Perché lo fai (M. Masini - G. Bigazzi - M. Manzani)         | —                                 | 3°        |
| 2000 | Campeones | Raccontami di te (M. Masini - G. Dati)                      | —                                 | 15°       |
| 2004 | Única     | L'uomo volante (M. Masini - G. Dati - G. Orlandi)           | —                                 | 1°        |
| 2005 | Hombres   | Nel mondo dei sogni (M. Masini - G. Dati - G. Orlandi)      | Dueto con Jessica Morlacchi       | Finalista |
| 2009 | Artistas  | L'Italia (M. Masini - G. Dati)                              | Dueto con Francesco Benigno       | Finalista |
| 2015 | Campeones | Che giorno è (M. Masini - F. Camba - D. Coro)               | Sarà per te (Francesco Nuti)      | 6°        |
| 2017 | Campeones | Spostato di un secondo (M. Masini - Zibba - D. Calvetti)    | Signor tenente (Giorgio Faletti)  | 13°       |
| 2020 | Campeones | Il confronto (M. Masini - F. Camba - D. Coro - D. Calvetti) | Dueto con Arisa (Giancarlo Golzi) | 15°       |

## Libros
- 1991 - Marco Masini - Il piviere
- 1995 - Per rabbia e per amore
- 2011 - questi nostri 20 anni interminabili

## Filmografía
- 2004 - Cenerentolo, dirigida por Alessandro Paci
- 2006 - Via Varsavia, dirigida por Emiliano Cribari

## Televisión
- 1995 - El Tiempo es Oro
- 2009 - 7 vite, segunda temporada, como guest star - Sit-com

## Premios y reconocimientos
- 1990 - Ganador del Festival de Sanremo 1990 con la canción Disperato, sección Noticias
- 1990 - Premio de la Crítica "Mia Martini" por la canción Disperato, Festival de Sanremo 1990, sección Noticias
- 1991 - Tercer lugar en el Festival de Sanremo 1991, con la canción Perché lo fai
- 1991 - Ganador Festivalbar 1991, con Malinconoia, sección 33 giri
- 2004 - Ganador del Festival di Sanremo 2004, con la canción L'uomo volante
- 2012 - Premio Lunezia por el tributo a Giancarlo Bigazzi y mención especial por el valor musical y título del álbum Niente d'importante
- 2013 - Ganador de Canzonissima, con la canción Cosa resterà degli anni '80